# Elephantidae
Elephantidae este o familie taxonomică format din mamifere erbivore de mari dimensiuni cunoscute sub denumirea de elefanți și mamuți. Acestea sunt cele mai mari mamifere terestre existente în prezent. Majoritatea genurilor și speciilor din familie sunt dispărute și în prezent mai există doar două genuri, Loxodonta (elefantul african) și Elephas (elefantul asiatic).
Familia a fost pentru prima oară descrisă de John Edward Gray în 1821, iar mai apoi clasificată taxonomic în cadrul ordinului Proboscidea.

## Clasificare

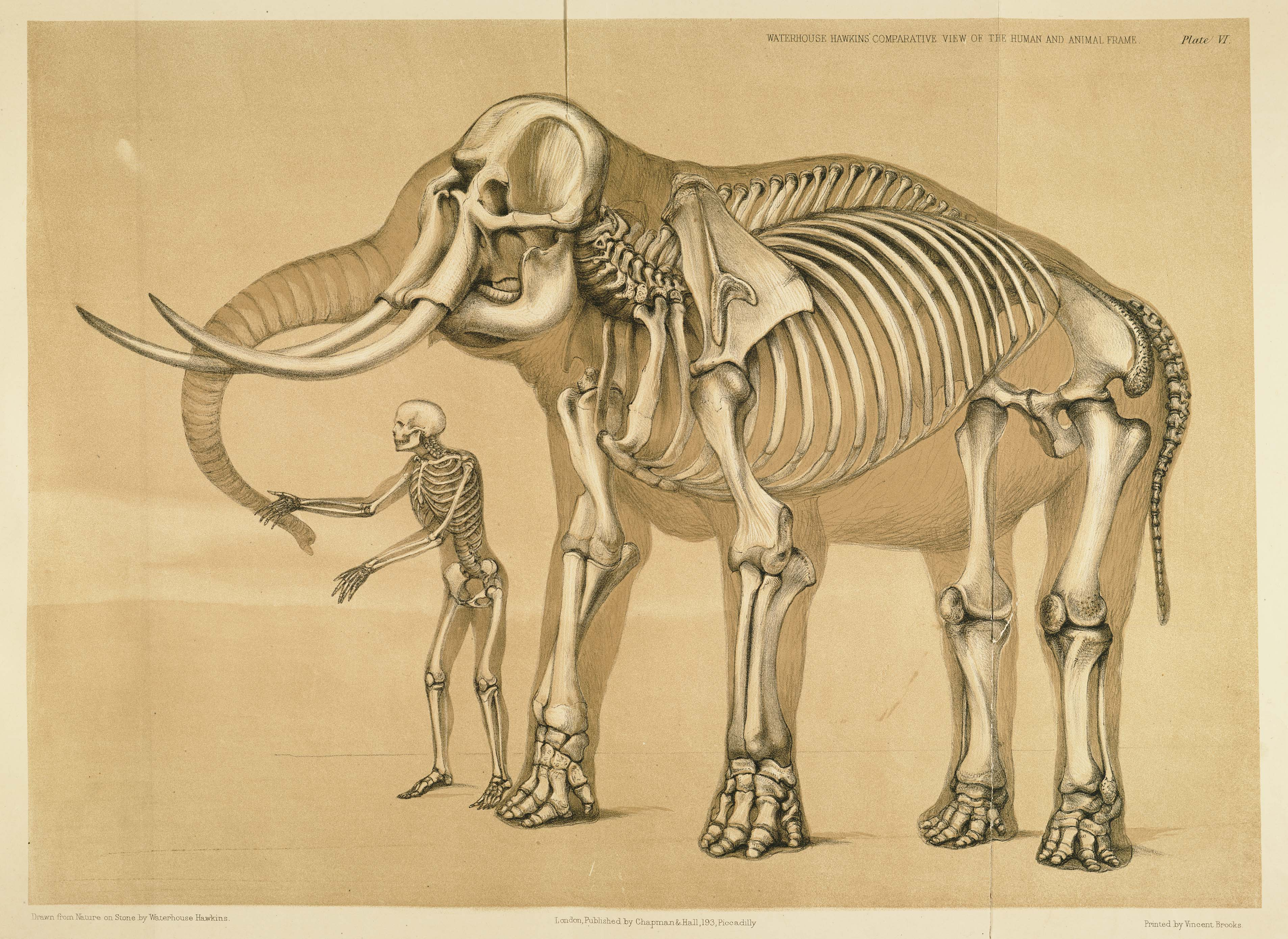
„Man, and the elephant” gravură din O perspectivă comparativă asupra omului și animalului, Hawkins, 1860

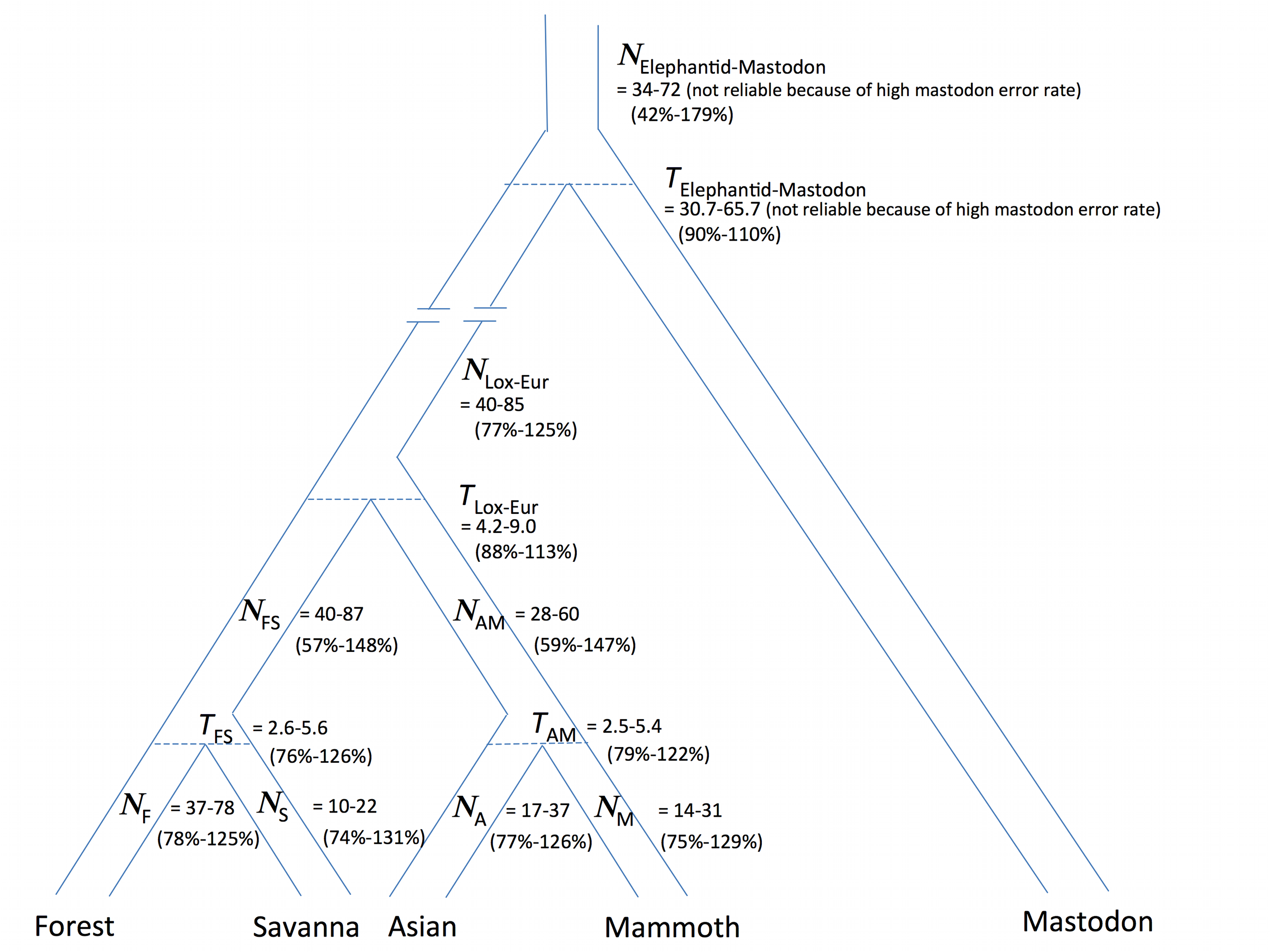
Cel mai exact arbore filogenetic al elefanților și al mamuților realizat în 2010

Familia a evoluat de la strămoșii săi, Mammutidae, care include specii denumite mastodonți. Clasificarea din cadrul ordinului Proboscidea este instabilă și a fost adesea revizuită. Următoarea cladogramă înfățișează locul genului Mammuthus în cadrul ordinului Proboscidea.
| Loxodontini | Loxodonta (Elefanții africani) |
|             | Loxodonta (Elefanții africani) |

| Palaeoloxodontina | †Palaeoloxodon |
|                   | †Palaeoloxodon |

|  | Elephas (Elefanții asiatici) |
|  |                              |
|  | †Mammuthus (Mamuții)         |
|  |                              |

| Palaeoloxodontina | †Palaeoloxodon |
|                   | †Palaeoloxodon |

|  | Elephas (Elefanții asiatici) |
|  |                              |
|  | †Mammuthus (Mamuții)         |
|  |                              |

| Loxodontini | Loxodonta (Elefanții africani) |
|             | Loxodonta (Elefanții africani) |

| Palaeoloxodontina | †Palaeoloxodon |
|                   | †Palaeoloxodon |

|  | Elephas (Elefanții asiatici) |
|  |                              |
|  | †Mammuthus (Mamuții)         |
|  |                              |

| Palaeoloxodontina | †Palaeoloxodon |
|                   | †Palaeoloxodon |

|  | Elephas (Elefanții asiatici) |
|  |                              |
|  | †Mammuthus (Mamuții)         |
|  |                              |

| Loxodontini | Loxodonta (Elefanții africani) |
|             | Loxodonta (Elefanții africani) |

| Palaeoloxodontina | †Palaeoloxodon |
|                   | †Palaeoloxodon |

|  | Elephas (Elefanții asiatici) |
|  |                              |
|  | †Mammuthus (Mamuții)         |
|  |                              |

| Palaeoloxodontina | †Palaeoloxodon |
|                   | †Palaeoloxodon |

|  | Elephas (Elefanții asiatici) |
|  |                              |
|  | †Mammuthus (Mamuții)         |
|  |                              |

| Loxodontini | Loxodonta (Elefanții africani) |
|             | Loxodonta (Elefanții africani) |

| Palaeoloxodontina | †Palaeoloxodon |
|                   | †Palaeoloxodon |

|  | Elephas (Elefanții asiatici) |
|  |                              |
|  | †Mammuthus (Mamuții)         |
|  |                              |

| Palaeoloxodontina | †Palaeoloxodon |
|                   | †Palaeoloxodon |

|  | Elephas (Elefanții asiatici) |
|  |                              |
|  | †Mammuthus (Mamuții)         |
|  |                              |

Schema clasificării subspeciilor și speciilor ale elefanților existenți a fost supusă mai multor revizuiri. O listă a acestora, excluzând speciile dispărute ale celor două genuri, include:
Elephantidae
Elephas (Asiatic)
E. maximus Elefant asiatic
E. m. maximus Elefantul de Sri Lanka
E. m. borneensis Elefantul pigmeu din Borneo
E. m. indicus Elefantul Indian
E. m. sumatranus Elefantul de Sumatra
Loxodonta (African)
L. africana Elefantul african de savană
L. cyclotis Elefant african de pădure

Clasificarea științifică a Elephantidelor se bazează pe fosilele unor membrii ai acestei familii ce datează de milioane de ani, unii dintre aceștia au continuat să supraviețuiască până la sfârșitul ultimei ere glaciare. Alte specii au dispărut mult mai recent. Descoperirea de noi specimene și propunerea de noi cladistici au rezultat în revizuirea sistematică a familiei și a ordinului.
Elephantidele sunt clasificate în mod comun în familia elefanților sau, într-un context paleobiologic, în elefanți și mamuți. Numele comun de elefant este atribuit cel mai adesea speciilor ce sunt în viață, elefanții zilelor noastre, dar poate fi atribuit și unei varietăți de specii dispărute. Alți membrii ai familiei Elephantidae, în special al genului Mammuthus, sunt cunoscuți sub numele comun de mamuți.

## Istoria evoluțiilor

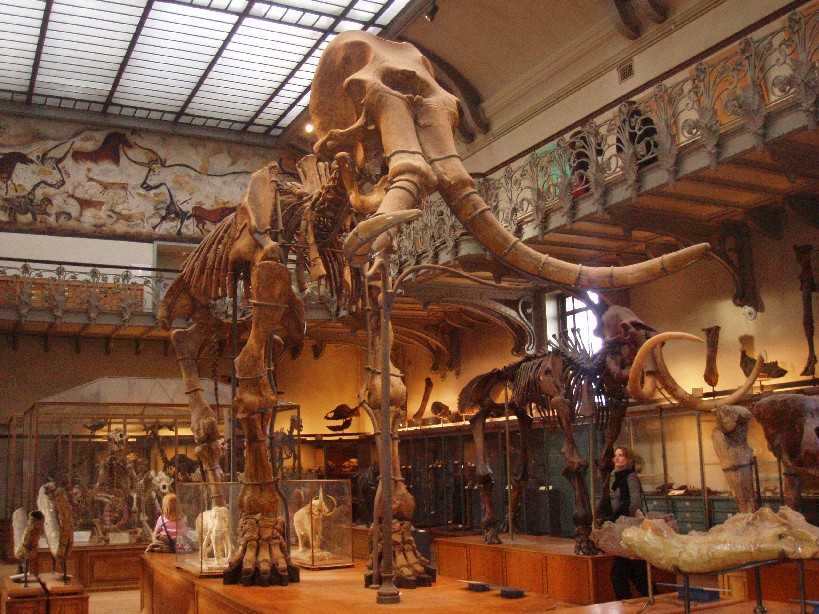
Scheletul unui Mammuthus meridionalis la MNHN

Deși dovezile oferite de fosile nu sunt concrete, comparând genele, cercetătorii au descoperit că elephantidele și alți proboscidieni sunt înrudiți cu vacile de mare din ordinul Sirenia și cu hiracșii, ordinul Hiracoidee . Aceste două ordine, împreună cu ordinul Desmostylia, au fost alocate cladei Proboscidea. În trecutul îndepărtat, membrii ai diferitelor familii de hiracși au crescut în dimensiuni, iar strămoșul comun al celor trei familii din ziua de astăzi se presupune că ar fi fost un hiracoid amfibian. O ipoteză ar fi că aceste animale își petreceau mare parte a timpului sub apă, folosindu-și trompele ca tub de alimentare cu aer. Elefanții din prezent sunt cunoscuți a avea această capacitate, putând înota scufundați timp de 6 ore și pe o distanță de 50 de kilometri.
În trecut, exista o varietate mai bogată de specii și de genuri, inclusiv mamuți și stegodoni